# The Sin and the Sentence
The Sin And The Sentence es el octavo álbum de estudio de la banda estadounidense Trivium, lanzado el 20 de octubre de 2017 a través de Roadrunner Records. En este álbum la banda logra definir su sonido, resultando en la mezcla perfecta de todos sus estilos anteriores.

## Canciones
Todas las canciones escritas y compuestas por Trivium. 
| N.º | Título                                                      | Duración |  |
| 1.  | «The Sin and the Sentence»                                  | 6:11     |  |
| 2.  | «Beyond Oblivion»                                           | 5:17     |  |
| 3.  | «Other Worlds»                                              | 4:50     |  |
| 4.  | «The Heart from Your Hate»                                  | 4:04     |  |
| 5.  | «Betrayer»                                                  | 5:27     |  |
| 6.  | «The Wretchedness Inside»                                   | 5:32     |  |
| 7.  | «Endless Night»                                             | 3:38     |  |
| 8.  | «Sever the Hand»                                            | 5:26     |  |
| 9.  | «Beauty in the Sorrow»                                      | 4:31     |  |
| 10. | «The Revanchist»                                            | 7:17     |  |
| 11. | «Thrown into the Fire»                                      | 5:29     |  |
| 12. | «Pillars Of Serpents '17 (Bonus Track)»                     | 5:03     |  |
| 13. | «I Don't Wanna Be Me (Type O Negative cover) (Bonus Track)» | 3:48     |  |
| 14. | «Drowning In The Sound (Bonus Track)»                       | 3:44     |  |
| 15. | «Kill The Poor (Dead Kennedys cover) (Bonus Track)»         | 3:16     |  |

## Miembros
- Matt Heafy – Guitarra y Voces
- Corey Beaulieu –  Guitarra
- Paolo Gregoletto –  Bajo
- Alex Bent –  Batería

- Datos: Q39056996